# 高忠 (明朝宦官)
高忠（1496年—1564年），字廷显，号进斋，顺天府霸州（今河北省霸州市徐水區）临津里人。嘉靖时期的御马监掌印太监、司礼监秉笔太监。

## 生平
弘治九年（1496年），出生。
正德二年（1507年），被选入宫廷。
正德八年（1513年），侍奉乾清宫。
嘉靖二年（1523年），赏赐冠帽。
嘉靖三年（1524年），晋升御马监右监丞。
嘉靖四年（1525年），为御马监佥押管事。
嘉靖六年（1527年），晋升御马监右少监，不久，晋升御马监太监，赐蟒衣。
嘉靖七年（1528年），奉命掌神机营、效勇营等事务，赐玉带，内府乘马，兼提督上林苑监。冬，奉命掌宫内牌子事务，随朝请剑提督待诏房。
嘉靖九年（1530年），赏赐银五两，纻丝一表里。
嘉靖十年（1531年），赏赐禄米岁三十六石。
嘉靖十一年（1532年），改任内官监太监掌监事务。当时，建四郊九庙、玄极宝殿、大高玄殿、皇穹宇、皇史宬、坛神祇坛、永禧仙宫、慈宁宫、慈庆宫、毓德宫、启祥宫等十二宫及修葺七陵，皆属他负责的事务。工程完成后，赐坐、蟒衣三件，加禄米十二石。9月，命乾清宫掌事，提督两司房并茶膳房、牲口房。
嘉靖十四年（1535年），赏赐银八十两，纻丝六表里，加禄米二十四石。
嘉靖十五年（1536年），赏赐蟒衣三件。冬，加禄米二十四石，又赏赐大红金彩斗牛圆领蟒衣六表里。
嘉靖十八年（1539年），祭祀天寿山，嘉靖帝书金字褒异者三：“一曰天机忠敬，一曰精勤而慎，一曰谨斋。”又特降旨，褒奖赐银百两，彩段十表里，加禄米二十四石。
嘉靖二十二年（1543年），奉命提督十二团营兼掌御马监印及提督勇士四卫营。
嘉靖二十三年（1544年），奉命总督内西教场操练及都知监带刀。
嘉靖二十四年（1545年），奉命提督西苑农事及恒裕仓。
嘉靖三十一年（1552年）， 奉命选二王妃。
嘉靖三十二年（1553年），奉命提督礼仪房。
嘉靖三十四年（1555年），奉命选两都尉。
嘉靖四十年（1561年），奉命兼掌惜薪司印，提督圣济殿并西直房。
嘉靖四十三年（1564年），改任司礼监太监佥押管事，赐银三百两兼提督文华殿，中书御前作两房司礼政本。不久去世，享年69岁。

## 亲属
- 高俊（父）
- 范氏（母）
- 高恕（兄）—锦衣卫管卫事、后军都督府右都督
- 高鹏（侄）—锦衣卫管卫事指挥使
- 高凤（侄）—锦衣卫指挥佥事提督象房
- 高秉彝（孙男）—锦衣千户
- 高秉伦（孙男）—锦衣署指挥佥事、都指挥佥事，掌浙江都司印
- 高秉纯（孙男）—锦衣千户
- 高秉朴（孙男）—霸州庠生
- 高秉元（孙男）
- 高秉享（孙男）
- 高秉礼（孙男）
- 高秉直（孙男）
- 高允恭（曾孙）

## 墓志铭
明故乾清宫掌事司礼监太监高公墓志铭
赐进士及第、光禄大夫、柱国、少师兼太子太师、吏部尚书、武英殿大学士、知制诰典志总裁华亭徐阶撰文。
赐进士及第、少保兼太子太师、户部尚书、武英殿大学士、知制诰典志总裁慈溪袁炜书丹。
特进光禄大夫、柱国、太师兼太子太师、成国公、后军都督府掌府事怀远朱希忠篆盖。
公讳忠，字廷显，别号进斋，世居顺天府霸州之临津里。自其大父英而上，咸以善称。英生俊，娶范氏，生子六人，公其季也。
正德二年，以选入内庭。八年，选直 乾清宫。皇上之登极，合诸近侍加选择焉。公长身玉立，进止有仪，褒然在举首。嘉靖二年，遂赐冠帽。三年，迁御马监右监丞。四年，命本监佥押管事。六年，迁右少监，寻迁本监太监，赐蟒衣。公性素敬畏，及既通显，益自检饬，上察知之。七年，命掌神机、效勇等营务，赐玉带，内府乘马，兼提督上林苑监。其冬，命掌宫内牌子事，随朝请剑提督待诏房。九年，上录公勤慎，赐银五两，纻丝一表里。明年，赐禄米岁三十六石。十一年，改内官监太监掌监事。当是时，上方建四郊九 庙、玄极宝殿、大高玄殿、皇穹宇、皇史宬、坛神祇坛、永禧仙宫、慈宁、慈庆、毓德、启祥等十二宫及修葺七陵，皆属公董其役。既成，赐坐蟒衣三件，加禄米十二石。九月，命乾清宫掌事，提督两司房并茶膳、牲口房。十四年，赐银八十两，纻丝六表里，加禄米二十四石。十五年，赐蟒衣三件。其冬，加禄米二十四石，又赐大红金彩斗牛圆领蟒衣六表里。十八年，数从祀天寿山。已，又从幸承，劳绩独著，上书金字褒异者三：“一曰天机忠敬，一曰精勤而慎，一曰谨斋。”又特降旨，褒以日夜勤慎，起止有节，赐银百两，彩段十表里，加禄米二十四石。二十二年，加命提督十二团营兼掌御马监印及提督勇士四卫营。二十三年，上命总督内西教场操练及都知监带刀。二十四年，命提督西苑农事及恒裕仓。三十一年， 命选二王妃。三十二年，命提督礼仪房。三十四年，连命选两都尉。四十年，命兼掌惜薪司印，提督圣济殿并西直房。四十三年，改司礼监太监佥押管事，赐银三百两兼提督文华殿，中书御前作两房司礼政本也，中外咸冀。公以其敬畏之心，光辅圣主约诸司而归之法。未几，忽眩仆地，遂不起，甲子六月八日也。距生弘治丙辰 闰三月二十三日，享年六十九。于是，公名下内官监左监丞张君宏，以讣闻上检。故事，特加祭一坛，命工部营葬建享堂、碑亭，赐额曰劝勤。总赐谕祭者凡五次焉。且赐张君告令经纪公后事，张君多读书，外静而内朗，公前后历掌诸监，能修举其识业，又于文武百司毅然，不以私干者，其规画厓翊皆出于君。士大夫以是尤多，公之知人善任焉。公兄恕，以公贵，历官锦衣卫管卫事、后军都督府右都督。赠公祖若考皆荣禄大夫，祖妣若妣皆夫人。侄二：长鹏，荫锦衣卫管卫事指挥使； 次凤，荫锦衣卫指挥佥事提督象房。孙男八：长秉彝，锦衣千户；次秉伦，锦衣署指挥佥事，中己未科武进士，历升署都指挥佥事，掌浙江都司印；次秉纯，锦衣千户；次秉朴，霸州庠生；次秉元、秉享、秉礼、秉直。曾孙一：允恭。俱幼。张君暨侄鹏凤，以是年七月初九日葬公阜成关外香山乡二里沟之原。奉大宗伯石麓李公状，请予铭墓，予故知公者，不得辞。铭曰：
“高氏世德，发于公身。公生俊伟，面仪恂恂。爰以抑畏，受知圣明。历董大役，兼总禁兵。衣蟒腰玉，朝夕紫宸。遂秉枢机，生卒蒙恩。藏于其家，有烨金文。亭于其墓，有美赐名。公曷致之，曰慎与勤。福非天降，感召惟人。我作铭词，以勒贞珉。后有观者，庶几其兴。”